# Stazione di Wakkanai
La stazione di Wakkanai (稚内駅?, Wakkanai-eki) è la principale stazione ferroviaria della città giapponese di Wakkanai, capolinea settentrionale della linea principale Sōya. Allo stesso tempo si tratta della stazione situata più a nord in tutto il Giappone.

## Struttura
La stazione è dotata di un solo binario tronco.
| 1 | ■ Linea principale Sōya |  | per Asahikawa, e Sapporo |

## Espressi limitati
Wakkanai rappresenta il termine di due treni Espressi Limitati a lunga percorrenza:
- Sōya (Sapporo - Wakkanai)
- Sarobetsu (Asahikawa - Wakkanai)

## Stazioni adiacenti
| «                     | Servizio              | »                     |
| Linea principale Sōya | Linea principale Sōya | Linea principale Sōya |
| --------------------- | --------------------- | --------------------- |
| Capolinea             | Locale                | Minami-Wakkanai       |
| Capolinea             | Espresso Limitato     | Minami-Wakkanai       |